# Tommy Cash
Tomas Tammemets, poklicno znan kot Tommy Cash znan tudi kot Kanye East, rusko-estonski raper, plesalec, producent in vizualni umetnik * 18. november 1991, Talin, Estonija.

## Zgodnje življenje
Tomas Tammemets se je rodil in odraščal v Kopliju, predelu Talina. Tomas je ukrajinsko-kazahstansko-rusko-estonskega porekla. V otroštvu ga je policija večkrat aretirala in kaznovala zaradi nezakonitih grafitov. Zaradi uživanja drog so ga izključili iz šole. Njegova družina je doma govorila le rusko, estonsko se je naučil v tamkajšnjem vrtcu in osnovni šoli. Srednje šole kljub opravljenim izpitom ni nikoli končal, kasneje pa se je namesto formalnega izobraževanja lotil slikanja in plesa.

## Kariera
Januarja 2017 je Tommy Cash zastopal Estonijo na tekmovanju Eurosonic Noorderslag v Groningenu na Nizozemskem. Dne 26. januarja 2017 je prejel estonsko glasbeno nagrado za glasbeni video leta za »Winaloto«. Tommy je 8. julija 2017 nastopil na največjem glasbenem festivalu v Estoniji Õllesummer. 2. aprila 2018 je Tommy na podelitvi estonskih filmskih in televizijskih nagrad nastopil z novo pesmijo »Little Molly«.
Novembra 2018 je Tommy Cash izdal singel z naslovom »X-Ray«. Dne 30. novembra 2018 je izdal svoj drugi album, ¥€$. Koncertna turneja, ki je sledila, je obsegala 33 nastopov v skupno 17 državah. 
Med Tomorrowlandom leta 2019 se je Tommyju Cashu pridružil bosansko-švedski DJ Salvatore Ganacci. Skupaj sta izvedla pesem »X-Ray«. Leta 2019 je kot posebni gost sodeloval na koncertih Oliverja Treeja v ZDA in Kanadi. Decembra 2019 je Tommy izdal glasbeni video »Sdubid«.
Dne 30. januarja 2020 je Tommy Cash predstavil svojo prvo uradno turnejo po Združenih državah, ki se naj bi se začela 22. marca. Zaradi pandemije COVID-19 je bila turneja prestavljena na leto 2022. Istega leta se je pojavil tudi v videospotu za »S*ck My D*ck 2020« skupine Little Big.
2. aprila 2021 je Tommy Cash v sodelovanju s Suicideboys in Diplo izdal singel z naslovom »Zuccenberg«. EP s petimi pesmimi Moneysutra je izšel 9. aprila 2021, v njem so gostovali Suicideboys, Diplo, Riff Raff, Bones in Eldzhey.
Decembra 2021 so bili načrtovani in uradno objavljeni novi datumi turneje z dodatnimi prizorišči v Severni Ameriki in Evropi. Turneja z naslovom The Biggest and Strongest World Tour se je začela 10. februarja 2022 v San Franciscu v ZDA in je zajemala 19 nastopov v Severni Ameriki in 28 nastopov v Evropi ter se končala 6. maja 2022 v Talinu v Estoniji. Dne 14. aprila 2022 so bili potrjeni tudi trije avstralski datumi. Koncert v Perthu je bil dodan pozneje.
Med Käärijäjevim koncertom 19. avgusta 2023 na Olympiastadionu v Helsinkih se mu je Tommy pridružil na odru in prvič izvedel »It's Crazy It's Party«. Videospot za pesem je izšel 15. septembra 2023. Januarja 2024 je Tommy Cash izdal singel »Tango«.

### Pesem Evrovizije
Dne 6. novembra 2024 je bilo objavljeno, da je Tommy Cash eden od tekmovalcev na Eesti Laul 2025, estonskem izboru za Pesem Evrovizije 2025, s pesmijo »Espresso macchiato«. Pesem je bila izdana 7. decembra 2024. Na izboru je zmagal in postal predstavnik Estonije na tem tekmovanju v Baslu.

## Diskografija

### Studijski albumi
| Naslov             | Podrobnosti                                                                                         | Najvišja uvrstitev na lestvici |
| Naslov             | Podrobnosti                                                                                         | EST                            |
| ------------------ | --------------------------------------------------------------------------------------------------- | ------------------------------ |
| Euroz Dollaz Yeniz | - Objavljeno: 1. novembra 2014 - Založba: samostojno izdano - Formati: Digitalni prenos, streaming  |                                |
| ¥€$                | - Objavljeno: 30. novembra 2018 - Založba: samostojno izdano - Formati: Digitalni prenos, streaming | 1                              |

### EP-ji
| Naslov       | Podrobnosti                                                                                         |
| ------------ | --------------------------------------------------------------------------------------------------- |
| C.R.E.A.M.   | - Objavljeno: 8. julija 2014 - Založba: Music Kickup - Formati: Digitalni prenos, streaming         |
| Moneysutra   | - Objavljeno: 9. aprila 2021 - Založba: samostojno izdano - Formati: Digitalni prenos, streaming    |
| High Fashion | - Objavljeno: 20. novembra 2024 - Založba: samostojno izdano - Formati: Digitalni prenos, streaming |

### Kot glavni izvajalec
| Naslov                                              | Leto | Najvišja uvrstitev na lestvici | Najvišja uvrstitev na lestvici | Najvišja uvrstitev na lestvici |
| Naslov                                              | Leto | EST                            | EST Air.                       | Album                          |
| --------------------------------------------------- | ---- | ------------------------------ | ------------------------------ | ------------------------------ |
| »Guez Whoz Bak«                                     | 2013 | —                              | —                              | C.R.E.A.M.                     |
| »Alien Tears«                                       | 2014 | —                              | —                              |                                |
| »Winaloto«                                          | 2016 | 25                             | —                              |                                |
| »Surf«                                              | 2017 |                                | —                              |                                |
| »Rawr«                                              | 2017 |                                | —                              |                                |
| »Pussy Money Weed«                                  | 2018 | 3                              | —                              |                                |
| »Little Molly«                                      | 2018 | 6                              | —                              |                                |
| »X-ray«                                             | 2018 | 4                              | —                              | ¥€$                            |
| »Sdubid«                                            | 2019 | 3                              | —                              |                                |
| »Mute (by Maison Margiela)«                         | 2021 | —                              | —                              |                                |
| »Zuccenberg« (skupaj s $uicideboy$ in Diplo)        | 2021 | —                              | —                              | Moneysutra                     |
| »Benz-Dealer« (Skupaj s Quebonafide)                | 2021 | —                              | —                              |                                |
| »Ferrari« (skupaj s Salvatore Ganacci in Riff Raff) | 2023 | —                              | —                              |                                |
| »Tango« (skupaj z bbno$)                            | 2024 | —                              | —                              |                                |
| »Untz Untz«                                         | 2024 | —                              | —                              |                                |
| »Espresso macchiato«                                | 2024 | 1                              | 100                            |                                |

### Kot sodelujoči izvajalec
| Naslov                                                                   | Leto | Najvišja uvrstitev na lestvici | Najvišja uvrstitev na lestvici | Najvišja uvrstitev na lestvici | Najvišja uvrstitev na lestvici | Album / EP                     |
| Naslov                                                                   | Leto | BEL (FL)                       | FIN                            | POL Stream.                    | POL Billb.                     | Album / EP                     |
| ------------------------------------------------------------------------ | ---- | ------------------------------ | ------------------------------ | ------------------------------ | ------------------------------ | ------------------------------ |
| »Give Me Your Money« (skupaj z Little Big)                               | 2016 | —                              | —                              | —                              | —                              | Funeral Rave                   |
| »Apel« (skupaj s Kinder Malo in Pimp Flaco)                              | 2016 | —                              | —                              | —                              | —                              |                                |
| »Cry« (skupaj z Ic3peak)                                                 | 2017 | —                              | —                              | —                              | —                              |                                |
| »Piece by Piece« (skupaj z Audio Opera,Project Pat, Antwon, in Rich Boy) | 2017 | —                              | —                              | —                              | —                              | Isolation Room                 |
| »Who« (skupaj z Modeselektor)                                            | 2019 | —                              | —                              | —                              | —                              | Who Else                       |
| »Forever in My Debt« (skupaj z Borgorom)                                 | 2019 | —                              | —                              | —                              | —                              | The Art of Glory               |
| »Nude« (skupaj z Boys Noize)                                             | 2021 | —                              | —                              | —                              | —                              | Nude / Xpress Yourself and +/- |
| »Turn It Up« (skupaj z Oliverjem Treeom in Little Big)                   | 2021 | —                              | —                              | —                              | —                              | Welcome to the Internet        |
| »Check1« (skupaj z Umru in 645AR)                                        | 2022 | —                              | —                              | —                              | —                              | Comfort Noise                  |
| »It's Crazy, It's Party« (skupaj s Käärijem)                             | 2024 | —                              | 4                              | —                              | —                              | People's Champion              |
| »Ca$h Ready« (skupaj z Mata inJeleel)                                    | 2024 | —                              | —                              | 24                             | 22                             | CBW Mixtape 2                  |
| »Ass & Titties« (skupaj s Salvatore Ganacci)                             | 2024 | —                              | —                              | —                              | —                              | Sometimes I Cry When I'm Alone |